# AQ Urban Sky
AQ Urban Sky, también conocidas como Torres de Martiricos, es una pareja de rascacielos situada en Málaga. Consta de dos torres de 112 y 107 metros de altura, siendo los edificios más altos de la ciudad y los segundos de Andalucía, tras la Torre Sevilla. Fueron inaugurados en 2024 y su uso es residencial y hotelero.

## Situación y descripción
La torre situada más al norte, con planta en forma de «Y», alberga 198 viviendas y los hoteles pertenecientes a IHG Hotels & Resorts (plantas 2-6, 104 habitaciones) y a Hilton Hotels & Resorts (plantas 6-13, 209 habitaciones). En ella, tanto los dos hoteles como la zona residencial tienen entradas independientes, y no se comunican entre ellas dentro del edificio. La torre situada más al sur, con planta en forma de «T», alberga 252.
Además de las torres, la operación urbanística incluye otra promoción de unas 200 viviendas VPO y un parque de 52725 metros cuadrados llamado «Parque de Martiricos», diseñado por Dorronsoro Arquitectos.
El complejo se encuentra en el barrio de Martiricos, dentro del distrito Palma-Palmilla, junto al cauce del río Guadalmedina, cerca del Estadio La Rosaleda.

## Historia
La historia de las torres comienza con un acuerdo urbanístico firmado en 2006 entre el Ayuntamiento de Málaga y la multinacional Telefónica, propietaria de los terrenos de la antigua fábrica Citesa, ubicada en esa zona. Este convenio, que entró en vigor en 2007, permitió el desarrollo de un proyecto inmobiliario en el que se contemplaba la construcción de hasta 674 viviendas, de las cuales 202 serían de protección oficial. El acuerdo también incluía un pago de 23,2 millones de euros al Ayuntamiento por parte de los promotores privados.
Aunque inicialmente se planificaron tres torres de 23 plantas algo menos próximas al río, con el tiempo la propuesta fue modificada y se optó por construir dos torres de 30 plantas. El Plan General de Ordenación Urbana (PGOU) de 2011, ratificado por la Junta de Andalucía, confirmó el desarrollo de estas edificaciones de gran altura.
En septiembre de 2015 la concejalía de Urbanismo aprobó el proyecto de urbanización, siendo en ese entonces los promotores del proyecto la empresa Espacio Medina, sociedad participada por la promotora madrileña Espacio (70% de las acciones) y por otra sociedad vinculada la entidad financiera Unicaja (30% de las acciones). En 2016, se localizaron durante las obras de urbanización las posibles ruinas del desconocido palacio de Qasr al-sayyid, similar al Alcázar Genil de Granada, levantado en el año 1226 por el califa Al-Mamún, que se intentaban localizar en la zona próxima al río desde hace 20 años. También se encontraron hallazgos de época romana.
Espacio Medina vendió al gestor de fondos alemán Alquila Capital el proyecto en septiembre de 2019.
En mayo de 2020, la Agencia Estatal de Seguridad Aérea dio luz verde a los edificios y en agosto lo hizo la Consejería de Turismo. Finalmente, en septiembre, el Ayuntamiento concedió la licencia de obras y éstas comenzaron en octubre.
En febrero de 2024 se inaugura la torre sur y, poco después, lo hace la torre norte.

## Gentrifricación y proliferación de apartamentos turísticos
Según la promotora, «Martiricos está dirigido a dos tipos de públicos: gente cosmopolita y urbana y extranjeros que buscan una segunda residencia, no es en sí un producto de lujo», «Hay calidades muy altas por encima del mercado e incluyen climatización y amueblamiento de primeras marcas; pero somos una promotora para todos los públicos». Ésta también desveló que el 77% de los compradores eran españoles, y que dentro de este amplio espectro un 61% de adquirentes procedentes de Málaga y otro 18% de Madrid.
El Observatorio de Medio Ambiente Urbano de Málaga ha confirmado que la construcción de las torres ha incrementado el valor medio del metro cuadrado en el área circundante de manera considerable. Aunque los precios de las viviendas en Martiricos no llegan a alcanzar los niveles de las zonas del litoral oeste.
A fecha de agosto de 2024, había un total de 138 apartamentos turísticos en el complejo. Esto provocó malestar a los vecinos debido a la «falta de civismo» de los inquilinos. El Ayuntamiento solicitó a la Junta de Andalucía que anule la condición de vivienda turística de 121 de ellos, por incumplir la independencia del acceso que se exige en el nuevo decreto autonómico de febrero, los demás no se verían afectados por esta medida al haberse constituido antes de la entrada en vigor de la norma. En el conjunto de la capital se ha solicitado que se dé de baja a 1120 viviendas turísticas.
Dentro de la Encuesta Social Malagueña (ESMA 2023), realizada por el Centro de Investigación Social Aplicada (CISA), dependiente de la Universidad de Málaga, se preguntó a 1253 habitantes del área metropolitana acerca de su opinión sobre el proyecto. Los resultados fueron un empate técnico entre sus defensores y sus detractores (que son ligeramente superiores): un 27,2% lo califica de positivo y un 9,4% de muy positivo frente al 27,7% que lo ve negativo y un 12,9% muy negativo. También fue el proyecto con mayor grado de conocimiento por parte de los entrevistados (69,9%).